# Julian Marquez
Julian Marquez (Kansas City, 8 de maio de 1990) é um lutador americano de artes marciais mistas, atualmente competindo no peso médio do Ultimate Fighting Championship.

## Vida Pessoal
Marquez tem descendência cubana por parte de pai, que inspirou seu apelido. Ele tem um podcast, “Beauty and the Beast” (A bela e a Fera), com a atriz pornô Kendra Lust.

## Carreira no MMA

### Ultimate Fighting Championship
Julian Marquez participou do Dana White's Tuesday Night Contender Series 4 em 1 de agosto de 2017 contra Phil Hawes. Ele venceu por nocaute no segundo round.
Marquez fez sua estreia no UFC em 16 de dezembro de 2017 no UFC on Fox: Lawler vs. dos Anjos contra Darren Stewart. Ele venceu por finalização no segundo round.
Julian Marquez enfrentou Alessio Di Chirico em 6 de julho de 2018 no The Ultimate Fighter 27 Finale. Ele perdeu por decisão dividida.
Em sua luta com Alessio, Marquez sofreu uma lesão no dorso, que o obrigou a se afastar do UFC por quase dois anos.
Marquez enfrentou Maki Pitolo em 13 de fevereiro de 2021 no UFC 258. Ele venceu por finalização no terceiro round.

## Cartel no MMA
| Cartel no MMA   |            |            |
| 11 lutas        | 9 vitórias | 2 derrotas |
| Por nocaute     | 6          | 0          |
| Por finalização | 3          | 0          |
| Por decisão     | 0          | 2          |

| Res.    | Cartel | Oponente           | Método                                 | Evento                                       | Data       | Round | Tempo | Local                            | Notas                                           |
| ------- | ------ | ------------------ | -------------------------------------- | -------------------------------------------- | ---------- | ----- | ----- | -------------------------------- | ----------------------------------------------- |
| Vitória | 9-2    | Sam Alvey          | Finalização Técnica (mata leão)        | UFC on ABC: Vettori vs. Holland              | 10/04/2021 | 2     | 2:07  | Las Vegas, Nevada                | Luta da Noite.                                  |
| Vitória | 8-2    | Maki Pitolo        | Finalização (estrangulamento anaconda) | UFC 258: Usman vs. Burns                     | 13/02/2021 | 3     | 4:17  | Las Vegas, Nevada                | Performance da Noite.                           |
| Derrota | 7-2    | Alessio Di Chirico | Decisão (dividida)                     | The Ultimate Fighter: Undefeated             | 06/07/2018 | 3     | 5:00  | Las Vegas, Nevada, United States | Peso Casado (190 lb); Marquez não bateu o peso. |
| Vitória | 7-1    | Darren Stewart     | Finalização (guilhotina)               | UFC on Fox: Lawler vs. dos Anjos             | 16/12/2017 | 2     | 2:42  | Winnipeg, Manitoba               | Luta da Noite.                                  |
| Vitória | 6-1    | Phil Hawes         | Nocaute (chute na cabeça)              | Dana White's Contender Series 4              | 01/08/2017 | 2     | 2:20  | Las Vegas, Nevada                | Volta aos Médios.                               |
| Vitória | 5-1    | Cameron Olson      | Nocaute (soco)                         | LFA 12: Krantz vs. Neumann                   | 19/05/2017 | 1     | 1:06  | Prior Lake, Minnesota            |                                                 |
| Vitória | 4-1    | Matt Hamill        | Nocaute Técnico (socos)                | Combate Americas: Empire Rising              | 14/10/2016 | 1     | 1:22  | Verona, New York                 | Estreia nos Meio-Pesados.                       |
| Vitória | 3-1    | Idrees Wasi        | Nocaute Técnico (socos)                | Combate Americas: Road to the Championship 5 | 09/05/2016 | 2     | 2:05  | Los Angeles, California          |                                                 |
| Derrota | 2-1    | Chris Harris       | Decisão (unânime)                      | Bellator 150                                 | 26/02/2016 | 3     | 5:00  | Mulvane, Kansas                  |                                                 |
| Vitória | 2-0    | Jesse Jones        | Nocaute Técnico (socos)                | KCF Alliance 14                              | 25/04/2015 | 1     | 2:29  | Independence, Missouri           |                                                 |
| Vitória | 1-0    | Charles Rooks      | Nocaute Técnico (socos)                | Blackout FC 22                               | 24/05/2014 | 1     | 0:53  | Kansas City, Missouri,           | Estreia nos Médios.                             |